# Тотоникапан (департамент)
Тотоникапа́н (исп. Totonicapán) — департамент в западной горной части Гватемалы. Административный центр департамента, город Тотоникапан, расположен на высоте 2495 м над уровнем моря.

## География
Это один из самых маленьких по площади департаментов (1061 км²) с высокой плотностью населения (373 633 человек, 352 человека на км²). Тотоникапан граничит с 4 другими департаментами: на севере Уэуэтенанго, на востоке Киче, на юге Солола, на западе Кесальтенанго.
Климат в большей части департамента холодный, но приятный. Наиболее мягкий климат в муниципалитетах Санта-Мария-Чикимула и Момостенанго. Особенности климата Тотоникапана — ветры и туманы, формирующие в определённые дни особую морось, называемую местными жителями «Salud del Pueblo».

## История
Поселения Тотоникапана были описаны ещё в 1689 году в книге Франсиско де Фуэнтес-и-Гусмана «Флорида, или Избранное напоминание».
В июле 1820 года туземцы киче Тотоникапана восстали против правительства в ответ на чрезмерную дань, наложенную испанским королём Фердинандом VII. Восстание возглавили Атанасио Тсул (исп. Atanasio Tzul) и Лукас Агилар (исп. Lucas Aguilar). После свержения власти Тзул объявил себя королём независимой провинции, а Агилар президентом. Их правление продолжалось около 20 дней, после чего оно было подавлено силами соседнего департамента Кетсальтенанго под руководством дона Пруденсио Косара (исп. Prudencio Cózar). Мятежники были захвачены, высечены и заключены в тюрьму.
В 1838—1840 годах Тотоникапан входил в республику Лос-Альтос.

## Население
На территории департамента проживают представители коренной народности киче, которые говорят на одноимённом языке. Многие, особенно мужчины, также говорят на испанском.

## Административное деление

Административная карта провинций Тотоникапан

Департамент делится на 8 муниципалитетов:
1. Сан-Бартоло[англ.]
2. Момостенанго[англ.]
3. Санта-Люсия-ла-Реформа[англ.]
4. Сан-Франсиско-Эль-Альто[англ.]
5. Санта-Мария-Чикимула[англ.]
6. Сан-Андрес-Шекул[англ.]
7. Сан-Кристобаль-Тотоникапан[англ.]
8. Тотоникапан[англ.]

## Экономика

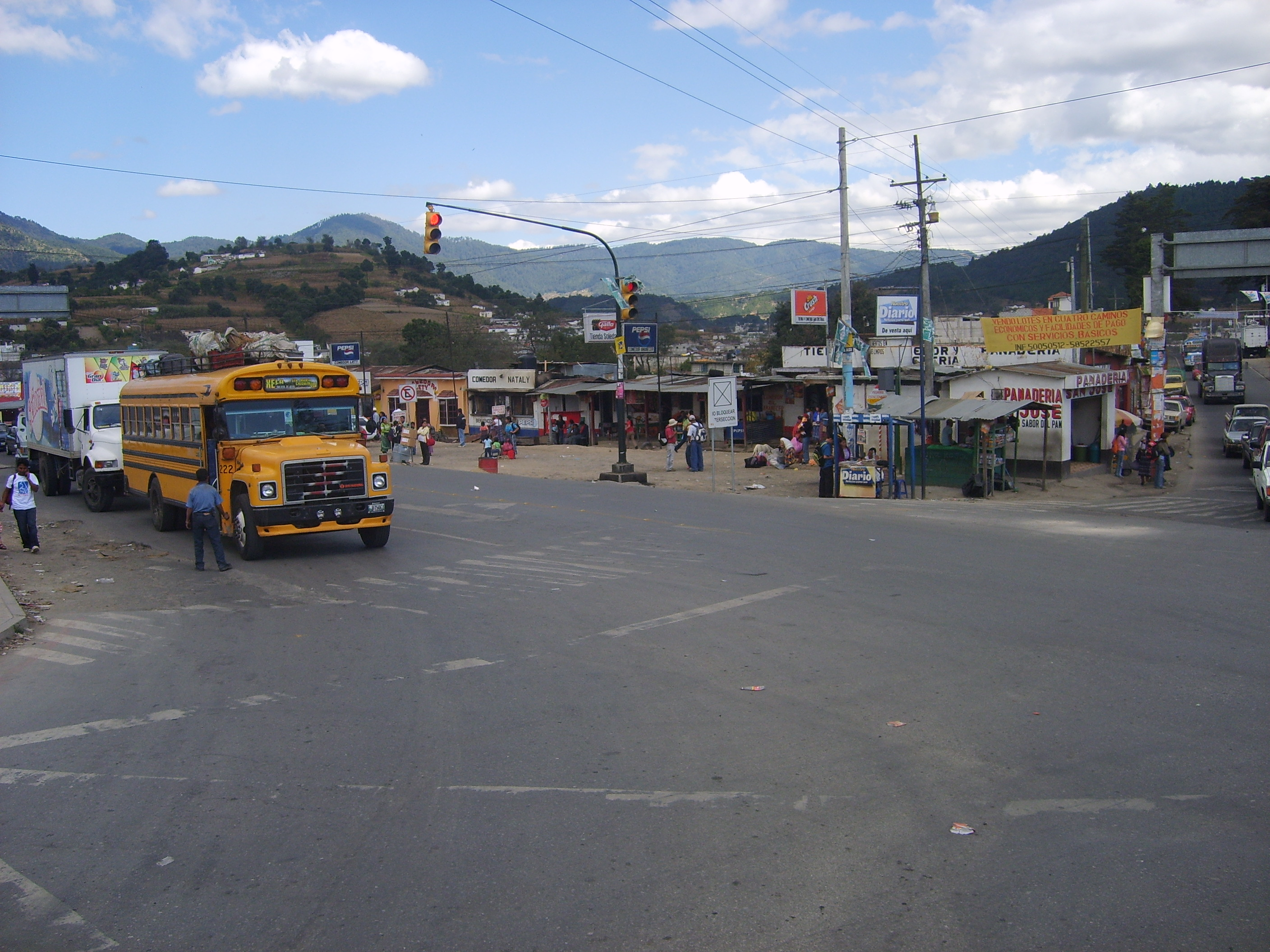
четыре дороги (Cuatro Caminos)

Основные отрасли экономики — сельское хозяйство, лёгкая промышленность. Выращиваются пшеница, кукуруза, фасоль, картофель, овёс, ячмень и другие культуры. Развито овцеводство, производство шерстяных изделий. Также производятся мебель и керамические изделия.
Важным транспортным узлом является Cuatro Caminos (букв. четыре дороги) — перекрёсток автодорог, ведущих в Кесальтенанго, Гватемалу, Уэуэтенанго, Тотоникапан.

## Достопримечательности

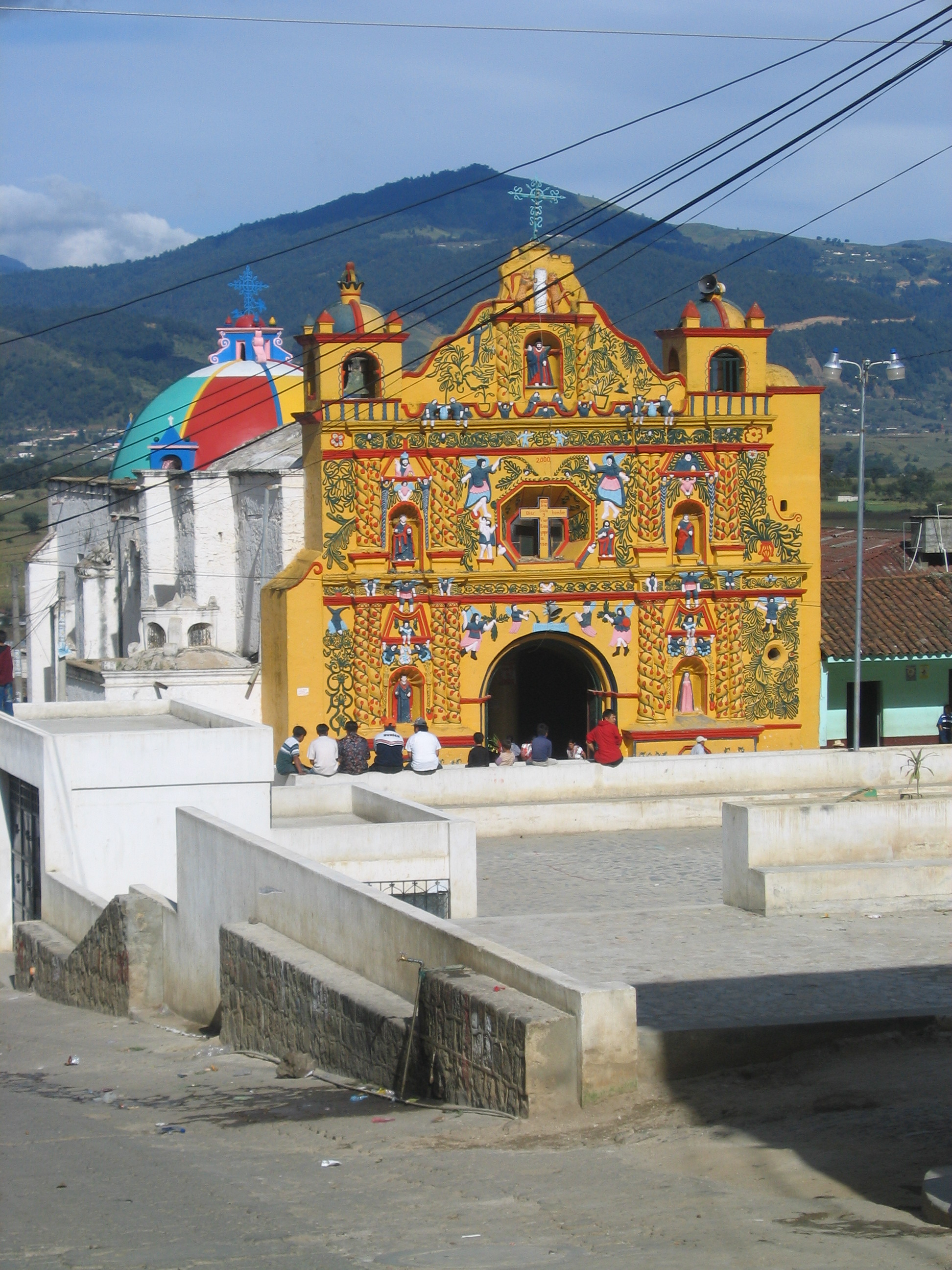
Церковь в Сан-Андрес-Шекул

Среди природных достопримечательностей Тотоникапана — источники термальных вод и национальный парк в горах Момостенанго.
В Сан-Андрес-Шекул привлекает внимание церковь, построенная в первой половине XVII века. В ней смешаны стиль барокко и местные туземные и креольские мотивы. Особенно интересен фасад, на котором изображены более 250 фигур.